# جعبه نارنجی
جعبه نارنجی یک مجموعه بازی ویدئویی از پنج بازی توسعه‌یافته به دست ولو است. دوتا از بازی‌های مجموعه، نیمه‌عمر ۲و نخستین بسته الحاقی مستقل آن، قسمت نخست، پیش‌تر به عنوان محصولات جداگانه عرضه شده بودند. سه بازی نو نیز در مجموعه قرار داشت: دومین بسته الحاقی مستقل نیمه‌عمر ۲: قسمت دوم، بازی ویدئویی معمایی پورتال و تیم فورترس ۲، دنباله چندنفره تیم فورترس کلاسیک. ولو همچنین یک حاشیه صوتی از بازی‌های درون مجموعه عرضه کرد. یک محصول جدا به نام جعبه سیاه نیز برنامه‌ریزی شده بود که تنها بازی‌های نو را شامل می‌شد، اما جلوتر لغو شد.
جعبه نارنجی نخستین بار برای مایکروسافت ویندوز و اکس‌باکس ۳۶۰ در اکتبر ۲۰۰۷ منتشر شد، در حالی که نسخه پلی‌استیشن ۳، که توسط ئی‌ای برایت لایت توسعه یافته بود، در دسامبر ۲۰۰۷ منتشر شد. یک بسته دیجیتالی از جعبه نارنجی برای مک‌اواس به دنبال عرضه استیم برای سکو، در مه ۲۰۱۰ منتشر شد. پس از عرضه استیم برای لینوکس در ابتدای سال ۲۰۱۳، جعبه نارنجی برای لینوکس نیز در همان زمان منتشر شد.
جعبه نارنجی بدست منتقدان ستوده شد و پورتال به عنوان سورپرایز مورد علاقه بسته شناخته شد. به مشکلات فنی نسخه پلی‌استیشن ۳ جعبه نارنجی که در دیگر نسخه‌ها دیده نمی‌شد، اشاره شده بود و برخی از آن‌ها از طریق یک وصله اصلاح شدند.

## بررسی اجمالی

قسمت دوم محیط‌های روستایی جدیدی را به مجموعه نیمه‌عمر معرفی کرد.

جعبه نارنجی پنج بازی است که به یک یکای جزئی گردآوری شده‌اند.: نیمه‌عمر ۲ و ادامه آن، قسمت نخست و قسمت دوم، پورتال و تیم فورترس ۲. تمامی این بازی‌ها موتور سورس ولو را به کار می‌گیرند.
از طریق پلتفرم استیم برای نسخه ویندوز، بازی‌ها می‌توانند داده‌های عمیقی مانند محل مرگ شخصیت بازیکن، زمان تکمیل و کل پیروزی‌ها در حالت‌های چند نفره را جمع‌آوری و گزارش کنند. این داده‌ها برای تولید آمار گیم پلی برای قسمت نخست، قسمت دوم و تیم فورترس ۲ گردآوری شده‌است.
گرچه نیمه‌عمر ۲ بیشترین میزان اچیومنت‌ها را دارد، ۹۹ اچیومنت در دیگر بازی‌ها قرار دارد و از حد ۵۰ اچیومنتی که مایکروسافت برای بازی‌های اکس‌باکس ۳۶۰ گذاشته، رد شده بود. این اچیومنت‌ها شامل خواستن بازیکن برای کشتن میزان خاصی از هیولاها، پیدا کردن اسلحه‌های پنهانی یا کارهای دیگر ویژه هر بازی است.
تمامی بازی‌ها به جز نیمه‌عمر ۲ توضیحات درون بازی از سوی توسعه‌دهندگان دارد که درباره بخش‌های گوناگون بازی و ساخت آن‌ها گفتگو می‌کنند. به گفته اریک وولپاو، نویسنده ارشد پورتال، از زمان انتشار نیمه‌عمر ۲: ساحل گم‌شده توضیحات یک ویژگی پرطرفدار بودند.

## توسعه

### جعبه سیاه
ولو قصد داشت یک مجموعه جدا برای ویندوز به نام جعبه سیاه منتشر کند که تنها بازی‌های قسمت دوم، پورتال و تیم فورترس ۲ در آن قرار داشتند. جعبه سیاه سپس‌تر لغو شد و هم اکنون تنها برای کاربران استیم که گونه‌های خاصی از کارت گرافیک ای‌ام‌دی دارند در دسترش است. آن‌ها یک کوپن برای یک نسخه رایگان از جعبه سیاه دریافت کرده بودند.
در طول توسعه، انتشار همزمان دو بسته تلفیقی بازی با ترکیبات مختلف محتوایی، توسط ولو به عنوان یک مسیر جدید برای صنعت بازی تبلیغ شد. گیب نیوئل، بنیان‌گذار مشترک ولو گفت «جعبه سیاه و جعبه نارنجی یک رویکرد نوین برای انتشار چندین محصول برای چندین سکو است.» با این حال پس از لغو کردن جعبه سیاه، ولو محتویات نویی که در آن قرار داشت را هر کدام جداگانه در استیم منتشر کرد.
قرار بود که بهای پرداخت جعبه سیاه ۱۰ دلار آمریکا کمتر از جعبه نارنجی باشد. ولو که قصد جبران لغو شدن جعبه سیاه را داشت، به کاربران استیم که از پیش نیمه‌عمر ۲ و نیمه‌عمر ۲: قسمت نخست را خریداری کرده بودند و سپس جعبه نارنجی را خریدند، یک اشتراک رایگان هدیه داد تا آن‌ها بتوانند نسخه دوم بازی را به دوستانشان تقدیم کنند. با این حال، لغو شدن جعبه سیاه شکایات و گله‌مندی‌های زیادی از سوی مصرف‌کنندگان و منتقدان دریافت کرد که از اینکه باید برای بازی‌هایی که از پیش داشتند پول می‌دادند گله‌مند بودند.

## یادداشت
1. ↑  نسخه پلی‌استیشن ۳ توسط ئی‌ای برایت لایت توسعه یافته بود.